# Адельсхайм
Адельсхайм (нем. Adelsheim) — город в Германии, в земле Баден-Вюртемберг.
Подчинён административному округу Карлсруэ. Входит в состав района Неккар-Оденвальд.  Население составляет 5307 человек (на 31 декабря 2010 года). Занимает площадь 43,84 км². Официальный код  —  08 2 25 001.
Город находится при слиянии рек Кирнау и Секах, 227 м над поверхностью моря; наполовину католики, наполовину протестанты; промышленные заведения разного рода, между прочим, ломка гипса, который здесь перемалывается и идет для удобрения.

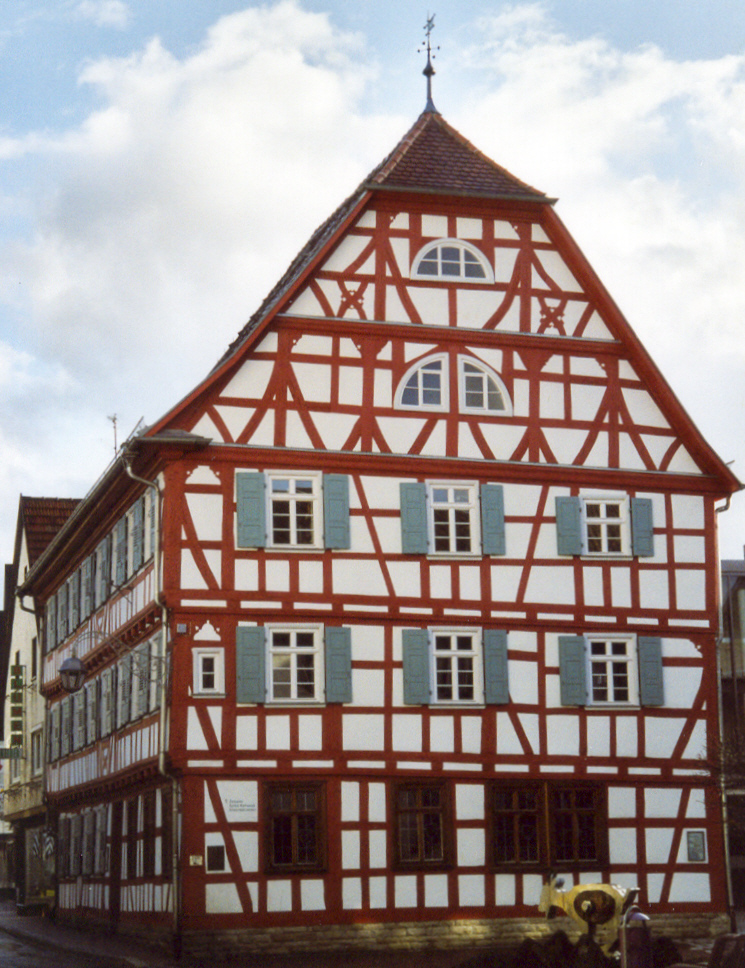
Ратуша

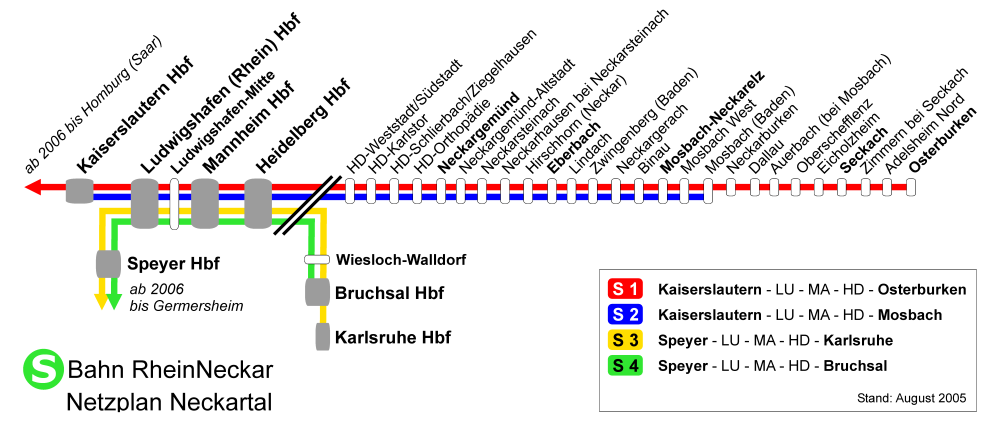
План линий пригородной электрички